# Lucídio portugál gróf
Lucídio, teljes nevén Lucídio Vimaranes (azaz „Lucídio, Vímara fia”, * 840? – †922?) az első portugál grófság (Condado de Portucale) második grófja (873–922?), a dinasztiaalapító Vímara Peres egyetlen (ismert) fia.

## Élete
Életéről és uralkodásáról is csak töredékes ismeretek maradtak fenn: csak következtetni tudunk anyja nevére; születésének, sőt, halálának éve is bizonytalan. Felesége valószínűleg Hermenegildo Guterres coimbrai gróf és Ermessende de León lánya, Godilona Mendes (Gudilona Menendez de Coimbra, 860? – 915 után) volt. A grófságot valószínűleg egyetlen, a felnőttkort megért gyermekük, Onega Lucides örökölte, aki férjével, Diogóval (Diogo Fernandes, * ? † 924?)  együtt uralkodott annak haláláig. (A kevés és hiányos adat, valamint a gyakori névegyezések miatt az is lehetséges, hogy Onega Lucides valójában nem is élt.)

## Uralkodása
Apja halála után III. Alfonz asztúriai király rá és Hermenegildo Guterres coimbrai grófra bízta az ország kormányzását — a kormányzó tisztét a két gróf közösen töltötte be. Kapcsolatuk szorosabbra fűzése érdekében Hermenegildo gróf valószínűleg feleségül adta leányát, Godilona Mendest Lucídióhoz (nem bizonyított, hogy Godilona Mendes tényleg Hermenegildo lánya lett volna).
910-ben III. Alfonz lemondott, és királyságát felosztotta három fia között. Lucídio Vimaranes hűbérura Nagy Alfonz legtehetségesebb fia, II. Ordoño galiciai király lett, ez a hűbéri viszony azonban egyre inkább formálissá vált, Portugália grófja mindinkább függetlenedett. Ennek jeléül 910-ben hűbérbirtokául kapta Lugo környékét. 887 és 917 között változatos tisztségeket töltött be a királyi udvarban, egyebek közt a királyi tanács (curia regis) tagja is volt.
913-ban II. Ordoño visszafoglalta Évorát, minden korábbinál messzebb szorítva a mórokat az első portugál grófság déli határától.
914-ben II. Ordoño megörökölte León trónját is, és ezután hullámzó küzdelmet vívott a mórokkal:
- a 916-ban vívott talaverai csatában vereséget szenvedett;
- 917-ben a San Esteban de gormazi csatában az egyesült leóni-navarrai hadak győztek.
- 918-ban, a valdejunquerai csatában ismét a mórok kerekedtek felül.

Föltételezhető, hogy ezekben a hadjáratokban közvetve vagy közvetlenül Lucídio Vimaranes is részt vett; legalábbis, amikor a valdejunquerai csata után II. Ordoño kivégeztette a vereségért felelősnek tartott kasztíliai urakat, Lucídiót nem vádolta.

## Fordítás
Ez a szócikk részben vagy egészben  a   Lucídio Vimaranes című angol Wikipédia-szócikk ezen változatának fordításán alapul.  Az eredeti cikk szerkesztőit annak laptörténete sorolja fel. Ez a jelzés csupán a megfogalmazás eredetét és a szerzői jogokat jelzi, nem szolgál a cikkben szereplő információk forrásmegjelöléseként.